# Gunnar Wallin (statsvetare)
Nils Gunnar Erik Wallin, född 22 augusti 1923 i Vadstena, död 8 februari 2020 i Sofia distrikt i Stockholm, var en svensk statsvetare.
Wallin, som var son till chefredaktör Fridolf Wallin och Hedda Wetterblad, avlade studentexamen i Motala 1942, blev politices magister 1948, filosofie licentiat 1952, docent i statskunskap vid Stockholms universitet 1961 och filosofie doktor i Stockholm 1962.